# پاتریک لورتشر
پاتریک لورتشر (انگلیسی: Patrik Lörtscher؛ زادهٔ ۱۹ مارس ۱۹۶۰) ورزشکار کرلینگ اهل سوئیس است.